# Маларични комарац
Маларични комарац је врста  комараца који сишу крв позната под називом Anopheles maculipennis из рода комараца  (Culicidae). Од око 484 прознатих врсте, преко 100 може пренети хуману маларију, али само 30-40 врста преноси паразите из рода Plasmodium који узрокују маларију, која погађа људе у ендемским подручјима. Anopheles gambiae је један од најпознатијих због своје доминантне улоге у преношењу смртоносне врсте праживотиња Plasmodium falciparum, распрострањене највише у подручјима испод Сахаре у Африци него у другим земљама света, и која изазива 80% инфекција маларијом код људи и 90% смрти.

## Опште информације
Маларија је болест узрокована инфекцијом протозоа из рода Plasmodium. Назив маларија потиче од италијанских речи male aria, што у слободном преводу значи лош ваздух, јер је Lancisi (1717)  маларију повезао са отровним гасовима из мочваре. 
Паразит из групе протозоа узрочника маларије први је описао Шарл Луј Алфонс Лаверан, 6. новембра 1880. године у војној болници у Алжиру, када је открио микрогаметоците, у крви непосредно након смрти болесника оболелог од маларије. За ово и друга открића из паразитологије Лаверан је добио Нобелову награду за физиологију или медицину 1907.године.
Мансон (1894) међу првима је претпоставио да маларију преносе комарци - асоцијације откривене раније у Индији, вероватно 2000 година пре нове ере. Претпоставку су експериментално независно потврдили Гиованни Баттиста  Giovannia Batiste Grassia i Ronalda Rossa, 1898. godine. Grassia је предложио хипотезу о фази животног циклуса паразита ван еритроцита, што су касније потврдили Short, Garnham, Covell i Shute (1948.) који су открили да Plasmodium vivax живи у људској јетри.
Маларија је кроз историју била велика катастрофа, убивши више људи него сви ратови и пошасти. Глобално, она остаје једна од најважнијих паразитских болести човечанства и гаси животе деце широм света више од било које друге заразне болести. Од 1900. године подручје изложено маларији преполовљено је, али је данас више од две милијарде људи изложено маларији. Превазилажење, као и смртност, су у великој мери. Стопа инфекције код дјеце у ендемским земљама је 50%. Смањење случајева маларије подудара се с повећањем економске добити.
Како не постоји ефикасна вакцина ни за једну од шест или више врста које узрокују маларију код људи, различити лекови су се користили током векова. 
Током 1640. године, Huan del Vego је први користитио тинктуру из коре кинина, за лечење маларије код домородаца у Перуу и Еквадору, која је од давнина коришћена за лечење грознице. Thompson  (1650) је у Енглеску увео „језуитску кору“ чију је прву употребу забележио др John Metford, 1656. године у Нортхамптону. 
Мортон (1696) побјавио је први детаљан опис и клиничку слику маларије и начин лечења кинином. 
Гизе (1816) је проучавао екстракцију кристализованог кинина из коре кинина, а Pelletier i Caventou  (1820) у Француској екстраховали су са чистеим алкалоидима кинина.

## Таксономија
Врсте маларичних комараца за које се показало да су вектори хумане маларије означене су звездицом (*) иза имена.

### SubgenusAnopheles
Anopheles anthropophagus* Xu & Feng 1975
Anopheles confusa
Anopheles derooki Soesilo & Van Slooten 1931
Anopheles gracilis Theobald 1905
Anopheles hollandi Taylor 1934
Anopheles obscura Tenorio 1975
Anopheles papuae Swellengrebel & Swellengrebel de Graaf 1919
Anopheles simmondsi Tenorio 1977
Anopheles travestita Brug 1928
Section Angusticorn
Series Anopheles
Anopheles algeriensis Theobald 1903
Anopheles concolor Edwards 1938
Anopheles marteri
subspecies marteri
subspecies sogdianus Keshishian
Complex Claviger (Coluzzi et al. 1965)
Anopheles claviger* Meigen 1804
Anopheles petragnani Del Vecchio 1939
Група  Aitkenii (Reid & Knight, 1961)
Anopheles aberrans Harrison & Scanlon 1975
Anopheles acaci Baisas 1946
Anopheles aitkenii James 1903
Anopheles bengalensis Puri 1930
Anopheles borneensis McArthur 1949
Anopheles fragilis Theobald 1903
Anopheles insulaeflorum Swellengrebel & Swellengrebel de Graaf 1919
Anopheles palmatus Rodenwaldt 1926
Anopheles peytoni Kulasekera Harrison & Amerasinghe 1989
Anopheles pilinotum Harrison & Scanlon 1974
Anopheles pinjaurensis Barraud 1932
Anopheles stricklandi Reid 1965
Anopheles tigertti Scanlon & Peyton 1967
Група Alongensis (Phan et al. 1991)
Anopheles alongensis Evenhuis 1940
Anopheles cucphuongensis Phan, Manh, Hinh & Vien 1991
Group Atratipes (Lee et al. 1987)
Anopheles atratipes Skuse 1889
Anopheles tasmaniensis Dobrowtorsky 1966
Group Culiciformis (Reid & Knight 1961)
Anopheles culiciformis Cogill 1903
Anopheles sintoni Puri 1929
Anopheles sintonoides Ho 1938
Group Lindesayi (Reid & Knight 1961)
Anopheles mengalengensis Ma 1981
Anopheles nilgiricus Christophers 1924
Anopheles wellingtonianus Alcock 1912
Complex Gigas (Harrison et al. 1991)
Anopheles baileyi Edwards 1923
Anopheles gigas Giles 1901
subspecies crockeri Colless
subspecies danaubento Mochtar & Walandouw
subspecies formosus Ludlow
subspecies gigas Giles
subspecies oedjalikalah Nainggolan
subspecies pantjarbatu Waktoedi
subspecies refutans Alcock
subspecies simlensis James
subspecies sumatrana Swellengrebel & Rodenwaldt
Complex Lindesayi (Harrison et al. 1991)
Anopheles lindesayi Giles 1900
subspecies benguetensis King
subspecies cameronensis Edwards
subspecies japonicus Yamada
subspecies lindesayi Giles
subspecies pleccau Koidzumi
Group Maculipennis (Reid & Knight 1961)
Anopheles atropos Dyar & Knab 1906
Anopheles aztecus Hoffmann 1935
Anopheles lewisi Ludlow 1920
Anopheles walkeri
Complex Quadrimaculatus (Linton 2004)
Anopheles diluvialis Reinert 1997
Anopheles inundatus Reinert 1997
Anopheles maverlius Reinert 1997
Anopheles smaragdinus Reinert 1997
Anopheles quadrimaculatus* Say 1824
Subgroup Freeborni (Linton 2004)
Anopheles earlei Vargas 1943
Anopheles freeborni* Aitken 1939
Anopheles hermsi Barr & Guptavanij 1989
Subgroup Maculipennis (Linton 2004)
Anopheles artemievi Gordeyev, Zvantsov, Goryacheva, Shaikevich & Yezhov
Anopheles atroparvus* Van Thiel 1927
Anopheles beklemishevi Stegnii & Kabanova 1976
Anopheles daciae Linton, Nicolescu & Harbach 2004
Anopheles labranchiae* Falleroni 1926
Anopheles maculipennis
Anopheles martinius Shingarev 1926
Anopheles melanoon* Hackett 1934
Anopheles messeae* Falleroni 1926
Anopheles occidentalis Dyar & Knab 1906
Anopheles persiensis Linton, Sedaghat & Harbach 2003
Anopheles sacharovi* Favre 1903
Anopheles sicaulti Roubaud 1935
Anopheles subalpinus Hackett & Lewis 1935
Group Plumbeus (Reid & Knight 1961)
Anopheles arboricola Zavortink 1970
Anopheles barberi Coquillett 1903
Anopheles barianensis James 1911
Anopheles fausti Vargas 1943
Anopheles judithae Zavortink 1969
Anopheles omorii Sakakibara 1959
Anopheles plumbeus* Stegnii & Kabanova 1828
Anopheles powderi Zavortink 1970
Anopheles xelajuensis De Leon 1938
Group Pseudopunctipennis (Reid & Knight 1961)
Anopheles chiriquiensis Komp 1936
Anopheles franciscanus McCracken 1904
Anopheles hectoris Giaquinto-Mira 1931
Anopheles tibiamaculatus Neiva 1906
Anopheles eiseni Coquillett 1902
subspecies eiseni Coquillett
subspecies geometricus Corrêa
Anopheles parapunctipennis* Martini 1932
subspecies guatemalensis de Leon
subspecies parapunctipennis Martini
Anopheles pseudopunctipennis
subspecies levicastilloi Levi-Castillo
subspecies neghmei Mann
subspecies noei Mann
subspecies patersoni Alvarado & Heredia
subspecies pseudopunctipennis Theobald
subspecies rivadeneirai Levi-Castillo
Group Punctipennis (Reid & Knight 1961)
Anopheles perplexens Ludlow 1907
Anopheles punctipennis Say 1823
Complex Crucians (Wilkerson et al. 2004)
Anopheles bradleyi King 1939
Anopheles crucians Wiedemann 1828
Anopheles georgianus King 1939
Group Stigmaticus (Reid & Knight 1961)
Anopheles colledgei Marks 1956
Anopheles corethroides Theobald 1907
Anopheles papuensis Dobrowtorsky 1957
Anopheles powelli Lee 1944
Anopheles pseudostigmaticus Dobrowtorsky 1957
Anopheles stigmaticus Skuse 1889
Series Cycloleppteron (Edwards 1932)
Anopheles annulipalpis Lynch 1878
Anopheles grabhamii
Series Lophoscelomyia (Edwards 1932)
Anopheles bulkleyi Causey 1937
Group Asiaticus (Reid 1968)
Anopheles annandalei Prashad 1918
Anopheles noniae Reid 1963
Subgroup Asiaticus (Rattanarithikul et al. 2004)
Anopheles asiaticus Leicester 1903
Subgroup Interruptus (Rattanarithikul et al. 2004)
Anopheles interruptus Puri 1929
Section Laticorn (Reid & Knight 1961)
Series Arribalzagia (Root 1922)
Anopheles anchietai Correa & Ramalho 1968
Anopheles apicimacula Dyar & Knab 1906
Anopheles bustamentei Galvao 1955
Anopheles calderoni Wilkerson 1991
Anopheles costai Da Fonseca & Da Silva Ramos 1939
Anopheles evandroi Da Costa Lima 1937
Anopheles fluminensis Root 1927
Anopheles forattinii Wilkerson 1999
Anopheles gabaldoni Vargas 1941
Anopheles guarao Anduze & Capdevielle 1949
Anopheles intermedius* Peryassu 1908
Anopheles maculipes Theobald 1903
Anopheles malefactor Dyar & Knab 1907
Anopheles mattogrossensis Lutz & Neiva 1911
Anopheles mediopunctatus Lutz 1903
Anopheles minor Da Costa Lima 1929
Anopheles neomaculipalpis Curry 1931
Anopheles peryassui Dyar & Knab 1908
Anopheles pseudomaculipes Peryassu 1908
Anopheles punctimacula Dyar & Knab 1906
Anopheles mediopunctatus Lutz 1903
Anopheles rachoui Galvao 1952
Anopheles shannoni Davis 1931
Anopheles veruslanei Vargas 1979
Anopheles vestitipennis Dyar & Knab 1906
Series Christya (Christophers 1924)
Anopheles implexus Theobald 1903
Anopheles okuensis Brunhes, le Goff & Geoffroy 1997
Series Myzorhynchus (Edwards 1932)
Anopheles obscurus Grunberg 1905
Anopheles bancroftii Giles 1902
Anopheles barbirostris* Van der Wulp 1884
Anopheles pollicaris Reid 1962
Group Albotaeniatus (Reid & Knight 1961)
Anopheles albotaeniatus Theobald 1903
Anopheles balerensis Mendoza 1947
Anopheles ejercitoi Mendoza 1947
Anopheles montanus Stanton & Hacker 1917
Anopheles saperoi Bohart & Ingram 1946
subspecies ohamai Ohama
subspecies saperoi Bohart & Ingram
Group Bancroftii (Reid & Knight 1961)
Anopheles pseudobarbirostris Ludlow 1935
Anopheles bancroftii Giles 1902
subspecies bancroftii Giles
subspecies barbiventris Brug
Group Barbirostris (Reid & Knight 1961)
Anopheles freyi Meng 1957
Anopheles koreicus Yamada & Watanabe 1918
Subgroup Barbirostris (Reid 1968)
Anopheles barbirostris van der Wulp 1884
Anopheles campestris Reid 1962
Anopheles donaldi Reid 1962
Anopheles franciscoi Reid 1962
Anopheles hodgkini Reid 1962
Anopheles pollicaris Reid 1962
Subgroup Vanus (Reid 1968)
Anopheles ahomi Chowdhury 1929
Anopheles barbumbrosus Strickland & Chowdhury 1927
Anopheles manalangi Mendoza 1940
Anopheles reidi Harrison 1973
Anopheles vanus Walker 1859
Group Coustani (Reid & Knight 1961)
Anopheles caliginosus De Meillon 1943
Anopheles coustani Laveran 1900
Anopheles crypticus Coetzee 1994
Anopheles fuscicolor Van Someren 1947
Anopheles namibiensis Coetzee 1984
Anopheles paludis Theobald 1900
Anopheles symesi Edwards 1928
Anopheles tenebrosus Donitz 1902
Anopheles ziemanni Grunberg 1902
Group Hyrcanus (Reid 1953)
Anopheles anthropophagus Xu and Feng 1975
Anopheles argyropus Swellengrebel 1914
Anopheles belenrae Rueda 2005
Anopheles changfus Ma 1981
Anopheles chodukini Martini 1929
Anopheles dazhaius Ma 1981
Anopheles engarensis Kanda & Oguma 1978
Anopheles hailarensis Xu JinJiang & Luo XinFu 1998
Anopheles heiheensis Ma 1981
Anopheles hyrcanus* Pallas 1771
Anopheles junlianensis Lei 1996
Anopheles kiangsuensis Xu and Feng 1975
Anopheles kleini Rueda 2005
Anopheles kummingensis Dong & Wang 1985
Anopheles kweiyangensis Yao & Wu 1944
Anopheles liangshanensis Kang Tan Cao Cheng Yang & Huang 1984
Anopheles nimpe Nguyen, Tran & Harbach
Anopheles pseudopictus Graham 1899
Anopheles pullus Yamada 1937
Anopheles sinensis* Wiedemann 1828
Anopheles sineroides Yamada 1924
Anopheles xiaokuanus Ma 1981
Anopheles xui Dong, Zhou, Dong & Mao 2007
Anopheles yatsushiroensis Miyazaki 1951
Subgroup Lesteri (Harrison 1972)
Anopheles crawfordi Reid 1953
Anopheles kiangsuensis Xu & Feng 1975
Anopheles lesteri de Meillon 1931
Anopheles paraliae Sandosham 1959
Anopheles peditaeniatus Leicester 1908
Anopheles vietnamensis Manh Hinh & Vien 1993
Subgroup Nigerrimus (Harrison 1972)
Anopheles nigerrimus* Giles 1900
Anopheles nitidus Harrison, Scanlon & Reid 1973
Anopheles pseudosinensis Baisas 1935
Anopheles pursati Laveran 1902
Group Umbrosus (Reid 1950)
Anopheles brevipalpis Roper 1914
Anopheles brevirostris Reid 1950
Anopheles hunteri Strickland 1916
Anopheles samarensis Rozeboom 1951
Anopheles similissimus Strickland & Chowdhury 1927
Subgroup Baezai (Rattanarithikul et al. 2004)
Anopheles baezai Gater 1934
Subgroup Letifer (Reid 1968)
Anopheles collessi Reid 1963
Anopheles letifer* Sandosham 1944
Anopheles roperi Reid 1950
Anopheles whartoni Reid 1963
Subgroup Separatus (Rattanarithikul et al. 2004)
Anopheles separatus Leicester 1908
Subgroup Umbrosus (Rattanarithikul et al. 2004)
Anopheles umbrosus Theobald 1903

### SubgenusBaimaia
Anopheles kyondawensisAbraham 1947

### SubgenusCellia
Anopheles rageaui Mattingly and Adam
Series Cellia (Christophers 1924)
Anopheles argenteolobatus Gough 1910
Anopheles brumpti Hamon & Rickenbach 1955
Anopheles carnevalei Brunhes le Goff & Geoffroy 1999
Anopheles cristipalpis Service 1977
Anopheles murphyi Gillies 1968
Anopheles pharoensis Theobald 1901
Anopheles swahilicus Gillies 1964
Group Squamosus (Grjebine 1966)
Anopheles cydippis de Meillon 1931
Anopheles squamosusTheobald 1901
Series Myzomyia
Anopheles apoci Marsh 1933
Anopheles azaniae Bailly-Choumara 1960
Anopheles barberellus Evans 1932
Anopheles brunnipes Theobald 1910
Anopheles domicola Edwards 1916
Anopheles dthali Patton 1905
Anopheles erythraeus Corradetti 1939
Anopheles ethiopicus Gillies & Coetzee 1987
Anopheles flavicosta Edwards 1911
Anopheles fontinalis Gillies 1968
Anopheles majidi Young & Majid 1928
Anopheles moucheti* Evans 1925
subspecies bervoetsi D'Haenans 1961
subspecies moucheti Evans 1925
subspecies nigeriensis
Anopheles schwetzi Evans 1934
Anopheles tchekedii de Meillon & Leeson 1940
Anopheles walravensi Edwards 1930
Group Demeilloni (Gillies & De Meillon 1962)
Anopheles carteri Evans & de Meillon 1933
Anopheles demeilloni Evans 1933
Anopheles freetownensis Evans 1925
Anopheles garnhami Edwards 1930
Anopheles keniensis Evans 1931
Anopheles lloreti Gil Collado 1936
Anopheles sergentii* Theobald 1907
subspecies macmahoni Evans 1936
subspecies sergentii Theobald 1907
Group Funestus (Garros et al. 2004)
Anopheles jeyporiensis James 1902
Subgroup Aconitus (Chen et al. 2003)
Anopheles aconitus Dönitz 1902
Anopheles filipinae Manalang 1930
Anopheles mangyanus Banks 1906
Anopheles pampanai Buttiker & Beales 1959
Anopheles varuna Iyengar 1924
Subgroup Culicifacies (Garros et al. 2004)
Anopheles culicifacies* Giles 1901
Subgroup Funestus (Garros et al. 2004)
Anopheles aruni Sobti 1968
Anopheles confusus Evans & Leeson 1935
Anopheles funestus* Giles 1900
Anopheles funestus-like* Spillings et al. 2009
Anopheles longipalpis Type C Koekemoer et al. 2009
Anopheles parensis Gillies 1962
Anopheles vaneedeni Gillies & Coetzee 1987
Subgroup Minimus (Chen et al. 2003)
Anopheles flavirostris* Ludlow 1914
Anopheles leesoni Evans 1931
Anopheles longipalpis Type A Koekemoer et al. 2009
Complex Fluviatilis (Salara et al. 1993)
Anopheles fluviatilis* (species S, T, U, V) James 1902
Complex Minimus (Green et al. 1990)
Anopheles harrisoni Harbach & Manguin 2007
Anopheles minimusTheobald 1901*
Subgroup Rivulorum (Garros et al. 2004)
Anopheles brucei Service 1960
Anopheles fuscivenosus Leeson 1930
Anopheles rivulorum* Leeson 1935
Group Marshallii
Anopheles austenii Theobald 1905
Anopheles berghei Vincke & Leleup 1949
Anopheles brohieri Edwards 1929
Anopheles gibbinsi Evans 1935
Anopheles hancocki Edwards 1929
Anopheles hargreavesi Evans 1927
Anopheles harperi Evans 1936
Anopheles mortiauxi Edwards 1938
Anopheles mousinhoi de Meillon & Pereira 1940
Anopheles njombiensis Peters 1955
Anopheles seydeli Edwards 1929
Complex Marshalli (Gillies & Coetzee 1987)
Anopheles hughi Lambert & Coetzee 1982
Anopheles kosiensis Coetzee, Segerman & Hunt 1987
Anopheles letabensis Lambert & Coetzee 1982
Anopheles marshallii Theobald 1903
Group Wellcomei
Anopheles distinctus Newstead & Carter 1911
Anopheles erepens Gillies 1958
Anopheles theileri Edwards 1912
Anopheles wellcomei Theobald 1904
subspecies ugandae Evans 1934
subspecies ungujae White 1975
subspecies wellcomei Theobald 1904
Series Neocellia (Christophers 1924)
Anopheles ainshamsi Gad, Harbach & Harrison 2006
Anopheles dancalicus Corradetti 1939
Anopheles hervyi Brunhes, le Goff & Geoffroy 1999
Anopheles jamesiiTheobald 1901
Anopheles karwari* James 1903
Anopheles maculipalpis Giles 1902
Anopheles moghulensis Christophers 1924
Anopheles paltrinierii Shidrawi & Gillies 1988
Anopheles pattoni Christophers 1926
Anopheles pretoriensis Theobald 1903
Anopheles pulcherrimusTheobald 1902*
Anopheles rufipes Gough 1910
subspecies broussesi Edwards 1929
subspecies rufipes Gough 1910
Anopheles salbaii Maffi & Coluzzi 1958
Anopheles splendidus Koidzumi 1920
Anopheles theobaldi Giles 1901
Complex Stephensi
Anopheles stephensi* Liston 1901
Complex Superpictus
Anopheles superpictus* Grassi 1899
Group Annularis (Reid 1968)
Anopheles pallidus Theobald 1901
Anopheles philippinensis* Ludlow 1902
Anopheles schueffneri Stanton 1915
Complex Annularis (Reid 1968)
Anopheles annularis* van der Wulp 1884
Complex Nivipes (Green et al. 1985)
Anopheles nivipes Theobald 1903
Group Jamesii (Rattanarithikul et al. 2004)
Anopheles jamesii Theobald 1901
Anopheles pseudojamesi Strickland & Chowdhury 1927
Anopheles splendidus Koidzumi 1920
Group Maculatus (Rattanarithikul & Green 1987)
Anopheles dispar Rattanarithikul & Harbach 1991
Anopheles greeni Rattanarithikul & Harbach 1991
Anopheles pseudowillmori Theobald 1910
Anopheles rampae
Anopheles willmori James 1903
Subgroup Maculatus (Rattanarithikul et al. 2004)
Anopheles dravidicus Christophers 1924
Anopheles maculatus*
Subgroup Sawadwongporni (Rattanarithikul et al. 2004)
Anopheles notanandai Rattanarithikul & Green 1987
Anopheles sawadwongporni Rattanarithikul & Green 1987
Series Neomyzomyia (Christophers 1924)
Anopheles amictus Edwards 1921
Anopheles annulatus Haga 1930
Anopheles aurirostris Watson 1910
Anopheles dualaensis Brunhes le Goff & Geoffroy 1999
Anopheles hilli Woodhill & Lee 1944
Anopheles incognitus Brug 1931
Anopheles kochi Dönitz 1901
Anopheles kokhani Vythilingam, Jeffery & Harbach 2007
Anopheles kolambuganensis Baisas 1932
Anopheles longirostris Brug 1928
Anopheles mascarensis de Meillon 1947
Anopheles meraukensis Venhuis 1932
Anopheles novaguinensis Venhuis 1933
Anopheles saungi Colless 1955
Anopheles stookesi Colless 1955
Anopheles watsonii Leicester 1908
Complex Annulipes
Anopheles annulipes Walker 1856
Complex Lungae
Anopheles lungae Belkin & Schlosser 1944
Anopheles nataliae Belkin 1945
Anopheles solomonis Belkin, Knight & Rozeboom 1945
Complex Punctulatus
Anopheles clowi Rozeboom & Knight 1946
Anopheles farauti* Laveran 1902
Anopheles hinesorum Schmidt 2001
Anopheles irenicus Schmidt 2003
Anopheles koliensis Owen 1945
Anopheles punctulatus Dönitz 1901
Anopheles torresiensis Schmidt 2001
Group Ardensis
Anopheles ardensis Theobald 1905
Anopheles buxtoni Service 1958
Anopheles cinctus Newstead & Carter 1910
Anopheles deemingi Service 1970
Anopheles eouzani Brunhes le Goff & Bousses 2003
Anopheles kingi Christophers 1923
Anopheles machardyi Edwards 1930
Anopheles maliensis Bailly-Choumara & Adam 1959
Anopheles millecampsi Lips 1960
Anopheles multicinctus Edwards 1930
Anopheles natalensis Hill & Haydon 1907
Anopheles vernus Gillies 1968
Anopheles vinckei de Meillon 1942
Complex Nili
Anopheles carnevalei Brunhes, le Geoff & Geoffrey 1999
Anopheles nili* Theobald 1904
Anopheles ovengensis Awono-Ambene Simard Antonio-Nkonkjio & Fontenille 2004
Anopheles somalicus Rivola & Holstein 1957
Group Kochi (Rattanarithikul et al. 2004)
Anopheles kochi Donitz 1901
Group Leucosphyrus
Anopheles baisasi Colless 1957
Anopheles cristatus King & Baisas
Subgroup Elegans
Anopheles elegans James 1903
Subgroup Hackeri
Anopheles hackeri Edwards 1921
Anopheles mirans Sallum & Peyton 2005
Anopheles pujutensis Colless 1948
Anopheles recens Sallum & Peyton 2005
Anopheles sulawesi* Waktoedi 1954
Subgroup Leucosphyrus
Anopheles baimaii* Sallum & Peyton 2005
Anopheles cracens Sallum & Peyton 2005
Anopheles scanloni Sallum & Peyton 2005
Complex Dirus
Anopheles dirus* Peyton & Harrison 1979
Anopheles nemophilous Peyton & Ramalingam 1988
Anopheles takasagoensis Morishita 1946
Complex Leucosphyrus (Peyton 1990)
Anopheles balabacensis* Baisas 1936
Anopheles introlatus Colless 1957
Anopheles latens* Sallum & Peyton 2005
Anopheles leucosphyrus* Dönitz 1901
Subgroup Riparis (Peyton 1990)
Anopheles cristatus King & Baisas
Anopheles macarthuri Colless 1956
Anopheles riparis King & Baisas 1936
Group Tessellatus (Rattanarithikul et al. 2004)
Anopheles tessellatus Theobald
subspecies A. t. kalawara Stoker & Waktoedi
subspecies A. t. orientalis Swellengrebel & Swellengrebel de Graaf
subspecies A. t. tessellatus Theobald
Series Paramyzomyia (Christophers & Barraud 1931)
Group Cinereus
Anopheles azevedoi Ribeiro 1969
Anopheles cinereus Theobald 1901
subspecies cinereus Theobald 1901
subspecies hispaniola Theobald 1903
Complex Turkhudi (Liston)
Anopheles turkhudi Liston 1901
subspecies telamali Saliternik & Theodor 1942
subspecies turkhudi Liston 1901
Group Listeri
Anopheles listeri de Mellion 1931
Anopheles multicolor* Cambouliu 1902
Anopheles seretsei Abdulla-Chan Coetzee & Hunt 1998
Series Pyretophorus (Blanchard 1902)
Anopheles christyi Newstead & Carter 1911
Anopheles daudi Coluzzi 1958
Anopheles indefinitus Ludlow 1904
Anopheles limosus King 1932
Anopheles litoralis King 1932
Anopheles ludlowae Theobald 1903
subspecies ludlowae Theobald 1903
subspecies torakala Stoker & Waktoedi 1949
Anopheles parangensis Ludlow 1914
Anopheles vagus* Dönitz 1902
Complex Gambiae (White 1985)
Anopheles amharicus Hunt, Wilkerson & Coetzee 2013
Anopheles arabiensis* Patton 1905
Anopheles bwambae White 1985
Anopheles coluzzii* Coetzee & Wilkerson 2013 
Anopheles comorensis Brunhes le Goff & Geoffroy 1997
Anopheles fontenillei Barrón et al. 2019
Anopheles gambiae* Giles 1902
Anopheles melas* Theobald 1903
Anopheles merus Dontiz 1902
Anopheles quadriannulatus Theobald 1911
Complex Subpictus (Sugana et al. 1994)
Anopheles subpictus* Grassi 1899
Complex Sundaicus (Sukowati 1999)
Anopheles epiroticus Linton & Harbach 2005
Anopheles sundaicus* Rodenwaldt 1925

### SubgenusKerteszia
Anopheles auyantepuiensis Harbach & Navarro 1996
Anopheles bambusicolus Komp 1937
Anopheles bellator* Dyar & Knab 1906
Anopheles boliviensis Theobald 1905
Anopheles cruzii* Dyar & Knab 1908
Anopheles gonzalezrinconesi Cova Garcia, Pulido & de Ugueto, 1977
Anopheles homunculus* Komp 1937
Anopheles laneanus Corrêa & Cerqueira 1944
Anopheles lepidotus Zavortink 1973
Anopheles neivai Howard, Dyar & Knab 1913
Anopheles pholidotus Zavortink 1973
Anopheles rollai Cova Garcia, Pulido & de Ugueto 1977
Напомена: Познато је да је Anopheles cruziiкомплекс врста, али број врста у овом комплексу тек треба да се утврди.

### SubgenusLophopodomyia
Anopheles gilesi Peryassu 1928
Anopheles gomezdelatorrei Levi-Castillo 1955
Anopheles oiketorakras Osorno-Mesa 1947
Anopheles pseudotibiamaculata Galvao & Barretto 1941
Anopheles squamifemur Antunes 1937
Anopheles vargasi Gabaldon Cova Garcia & Lopez 1941

### SubgenusNyssorhynchus
Anopheles dominicanus Zavortinkb and Poinarab 2000
Section Albimanus
Anopheles noroestensis Galvao and Lane 1937
Series Albimanus (Faran 1980)
Anopheles albimanus* Weidemann 1820
Series Oswaldoi (Faran 1980)
Group Oswaldoi (Faran 1980)
Subgroup Oswaldoi (Faran 1980)
Anopheles anomalphyllus Komp
Anopheles aquasalis* Curry 1932
Anopheles dunhamii Causey 1945
Anopheles evansae Brethes 1926
Anopheles galvaoi Causey, Deane and Deane 1943
Anopheles ininii Sevenet & Abonnenc 1938
Anopheles konderi Galvfio & Damasceno 1942
Anopheles oswaldoi Peryassú 1922
Anopheles rangeli Galabadon, Cova-Garcia & Lopez 1941
Anopheles sanctielii Sevenet & Abonnenc 1938
Anopheles trinkae Faran 1980
Complex Nuneztovari (Conn et al. 1993)
Anopheles geoeldii Rozeboom and Gabaldón 1941
Anopheles nuneztovari* Galbadón 1940
Subgroup Strodei (Faran 1980)
Anopheles alberto
Anopheles arthuri*
Anopheles benarrochi Galabadon, Cova-Garcia & Lopez
Anopheles rondoni Neiva & Pinto 1922
Anopheles strodei Root 1926
Group Triannulatus
Anopheles halophylus do Nascimento & de Oliveira 2002
Anopheles triannulatus Neiva & Pinto 1922
Section Argyritarsis (Levi Castillo 1949)
Series Albitarsis
Anopheles rooti Brethes 1926
Group Albitarsis
Anopheles albitarsis
Anopheles deaneorum Rosa-Freitas 1989
Anopheles janconnae Wilkerson & Sallum 2009
Anopheles oryzalimnetes Wilkerson & Motoki 2009
Anopheles marajoara* Galvao & Damesceno 1942
Group Braziliensis
Anopheles braziliensis Chagas 1907
Series Argyritarsis
Group Argyritarsis
Anopheles argyitarsis Robineau-Desvoidy 1827
Anopheles sawyeri Causey, Deane, Deane & Sampaio 1943
Group Darlingi
Anopheles darlingi* Root
Group Lanie
Anopheles lanei Galvao & Amaral 1938
Group Pictipennis
Anopheles pictipennis Phillippi 1865
Section Myzorhynchella (Peyton et al. 1992)
Anopheles antunesi Galvao & Amaral 1940
Anopheles lutzii Cruz 1901
Anopheles nigritarsis Chagas 1907
Anopheles parvus Chagas 1907

### SubgenusStethomyia
Anopheles acanthotorynus Komp 1937
Anopheles canorii Floch & Abonnenc 1945
Anopheles kompi Edwards 1930
Anopheles nimbus
Anopheles thomasi Shannon 1933